# 京急大津站

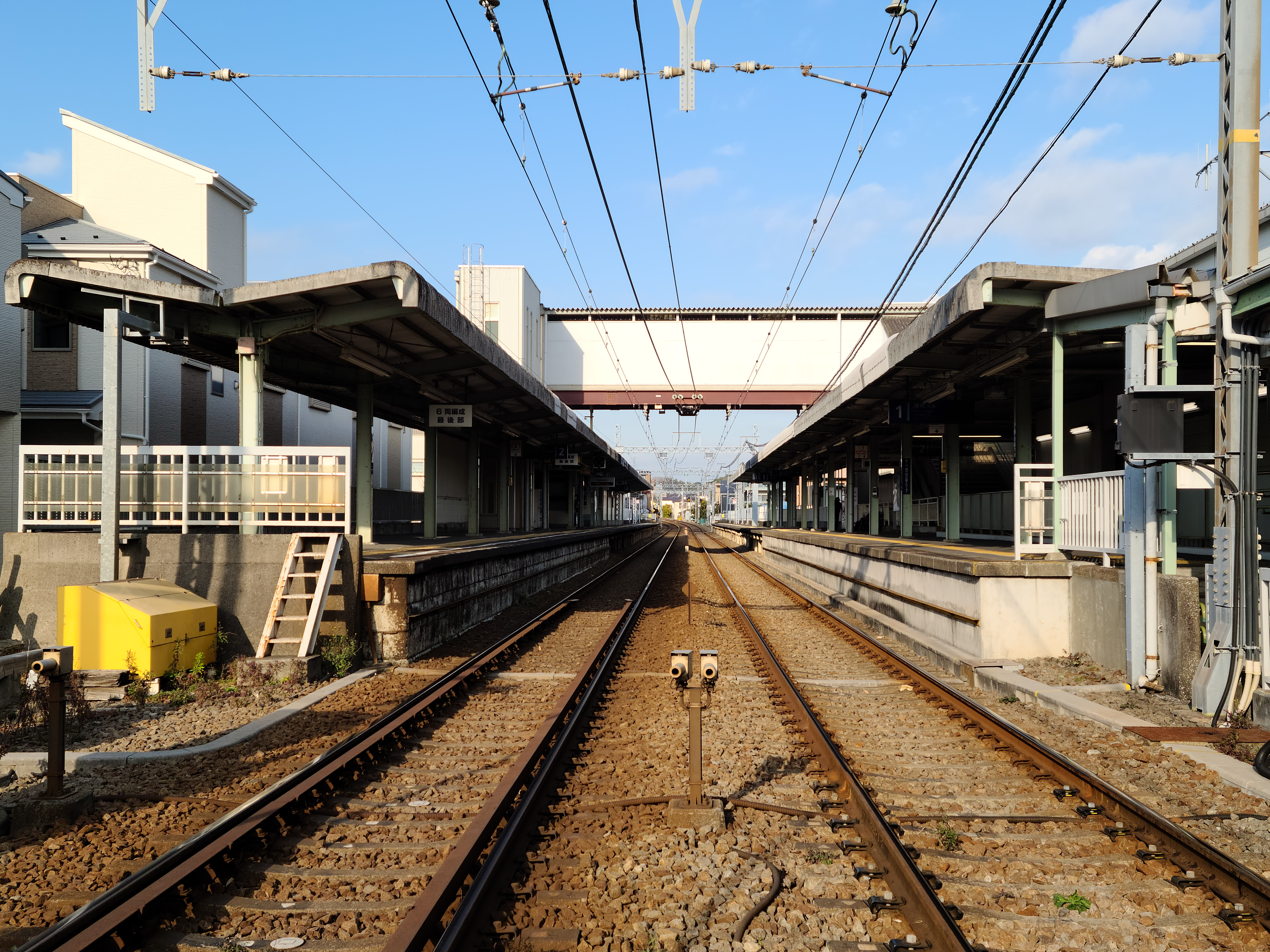
月台（2021年2月）

京急大津站（日语：／ Keikyū Ōtsu eki */?）是位於日本神奈川縣橫須賀市大津町，屬於京濱急行電鐵本線的鐵路車站。車站編號是KK62。

## 年表
- 1930年（昭和5年）4月1日 - 車站啟用，當時稱為湘南大津站。
- 1941年（昭和16年）11月1日 - 湘南電氣鐵道與京濱電氣鐵道合併，本站成為京濱電氣鐵道車站。
- 1942年（昭和17年）5月1日 - 京濱電氣鐵道與東京橫濱電鐵合併。本站成為東京急行電鐵（大東急）車站。
- 1948年（昭和23年）6月1日 - 京濱急行電鐵成立，本站成為京濱急行電鐵車站。
- 1963年（昭和38年）11月1日 - 車站改稱京濱大津站。
- 1987年（昭和62年）6月1日 - 車站改稱京急大津站[2]。

## 車站結構
本站為擁有側式月台2面2線的地面車站。站房與驗票口位於1號線馬堀海岸方向，月台中間有連通兩月台的天橋。往馬堀海岸方向設有京急大津第1平交道。過去天橋完成以前的月台浦賀方向有站內平交道。
本站的站房為古老的木造建築，站內設有自動售票機、驗票閘門、營業窗口、商店等，堀之內方向設有廁所。金澤文庫保線區大津保線班也設在本站。本站的簡易自動廣播分別由1號線的關根正明，以及2號線的大原沙耶香配音。

### 月台配置
| 月台 | 路線 | 方向 | 目的地                                   |
| ---- | ---- | ---- | ---------------------------------------- |
| 1    | 本線 | 下行 | 浦賀方向                                 |
| 2    | 本線 | 上行 | 金澤文庫、橫濱、羽田機場、品川、新橋方向 |

## 使用情況
2016年度1日平均上下車人次為5,106人，京急線全部72個車站當中排行第70位。
近年1日平均上下車人次與上車人次的推移如下表。
| 年度               | 1日平均 上下車人次 | 1日平均 上車人次 | 來源     |
| ------------------ | ------------------ | ---------------- | -------- |
| 1995年（平成07年） |                    | 3,486            | [ * 1 ]  |
| 1998年（平成10年） |                    | 3,200            | [ * 2 ]  |
| 1999年（平成11年） |                    | 3,199            | [ * 3 ]  |
| 2000年（平成12年） |                    | 3,128            | [ * 3 ]  |
| 2001年（平成13年） |                    | 3,077            | [ * 4 ]  |
| 2002年（平成14年） | 6,173              | 3,018            | [ * 5 ]  |
| 2003年（平成15年） | 6,050              | 2,920            | [ * 6 ]  |
| 2004年（平成16年） | 5,974              | 2,891            | [ * 7 ]  |
| 2005年（平成17年） | 5,841              | 2,814            | [ * 8 ]  |
| 2006年（平成18年） | 5,917              | 2,871            | [ * 9 ]  |
| 2007年（平成19年） | 5,932              | 2,892            | [ * 10 ] |
| 2008年（平成20年） | 5,798              | 2,889            | [ * 11 ] |
| 2009年（平成21年） | 5,607              | 2,787            | [ * 12 ] |
| 2010年（平成22年） | 5,511              | 2,743            | [ * 13 ] |
| 2011年（平成23年） | 5,357              | 2,664            | [ * 14 ] |
| 2012年（平成24年） | 5,343              | 2,660            | [ * 15 ] |
| 2013年（平成25年） | 5,290              | 2,629            | [ * 16 ] |
| 2014年（平成26年） | 5,193              | 2,578            | [ * 17 ] |
| 2015年（平成27年） | 5,109              | 2,531            | [ * 18 ] |
| 2016年（平成28年） | 5,106              |                  |          |

## 車站周邊
周邊為住宅區。往北500公尺可至大津漁港。
站房旁有大津宿守稻荷鎮座，於1713年（正德3年）創建，祭神為宇迦魂命。除了京急建設與京濱急行電鐵奉納的鳥居，本站職員也會參加每年初午進行的祭禮。車站往南還有坂本龍馬妻子楢崎龍之墓所在的信樂寺。
- 橫須賀大津郵便局
- 橫須賀市役所大津行政中心
- 横須賀市立大津小學校（日语：横須賀市立大津小学校）
- 横須賀市立大津中學校（日语：横須賀市立大津中学校）
- 神奈川縣立横須賀大津高等學校（日语：神奈川県立横須賀大津高等学校）

### 巴士路線
本站沒有巴士站，利用步行3分左右可至的「大津」巴士站可搭乘往橫須賀站、堀之內站與市內東部的路線巴士。
- 觀音崎線
- 立野團地線

## 相鄰車站
京濱急行電鐵
 本線
■特急（金澤文庫站以北為快特）、■特急、■普通
堀之內（KK61）－京急大津（KK62）－馬堀海岸（KK63）

## 外部連結
- 京急大津站（各站資訊） - 京濱急行電鐵